# Gianni Vattimo

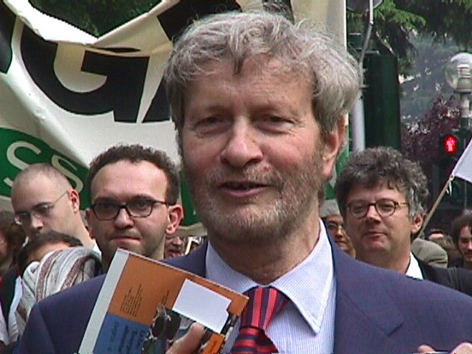
Gianni Vattimo in 1999.

Gianni Vattimo (Turijn, 4 januari 1936 – Rivoli, 19 september 2023) was een Italiaanse filosoof en politicus. Hij publiceerde geregeld opiniestukken in Italiaanse kranten en was professor in de Theoretische Filosofie in zijn geboortestad.  Vattimo was een van de belangrijkste postmoderne denkers en de filosoof van het pensiero debole (het zwakke denken).

## Levensloop
Vattimo studeerde filosofie aan de Universiteit van Turijn en later te Heidelberg. Leerling van Hans-Georg Gadamer, begon in 1964 als docent esthetiek aan de Faculteit van Filosofie en Letteren aan de Universiteit van Turijn. Vattimo was tevens professor in Los Angeles en New York, en was doctor honoris causa aan verscheidene universiteiten. 
Zijn politieke carrière begon hij in de Partido Radicale, daarna volgde de Alleanza per Torino (Olivo) en tot slot de Links Democratische Partij in het Europees Parlement, politieke formatie die hij verliet in 2004. Hij was tevens lid van de nationale directie van de Coordinamento Omosessuale.
Vattimo overleed op 87-jarige leeftijd.

## Het zwakke denken

### Eerste fase
Gianni Vattimo geldt als een van de belangrijkste postmoderne denkers. Het denken van Gianni Vattimo kent twee fasen. In zijn eerste fase, waartoe met name zijn boek La fine della modernità (1985) gerekend kan worden is een evaluatie van de ontwikkeling van het Westerse denken waarin de filosofen Friedrich Nietzsche en Martin Heidegger een sleutelrol vervullen. Vattimo zoekt bij deze denkers een interpretatie van het laat-moderne denken. De term laat-modern gebruikt hij niet voor niets. Het gaat hem er immers om het verband te zien tussen het moderne en het postmoderne.
Als postmoderne filosoof staat hij zeer kritisch ten opzichte van de moderne filosofie die zocht naar waarheid als een objectieve en onveranderlijke structuur van de werkelijkheid. Maar als de postmoderne filosoof deze pretentie kritiseert in naam van een betere theorie, zit het denken nog steeds vast in haar streven naar objectiviteit. Het postmoderne komt dan eigenlijk niet los van de moderniteit. Om werkelijk voorbij het moderne waarheidszoeken te komen moet de filosoof juist haar historische verbondenheid met de moderniteit ruiterlijk toegeven en er vervolgens al interpreterend weer aan voorbij gaan. De categorie die hij daartoe in 1985 introduceert in een filosofische betekenis is secularisatie. Secularisatie als een typisch moderne categorie, omvat zowel het moderne, namelijk de overgang van een religieus naar een wetenschappelijk wereldbeeld, als ook het postmoderne, namelijk het verschuiven van een sterke naar een zwakke rationaliteit.
Praktische voorbeelden van secularistaie als een verzwakkende rationaliteit zijn er te over. Vattimo ziet dat bijvoorbeeld gebeuren in de evolutie van democratische regimes en de hedendaagse acceptatie van waarden als pluralisme en tolerantie. Volgens Vattimo zijn we beland in een tijdperk, waarin communicatie en media centraal staan. De overvloed aan bronnen leidt echter niet tot een unitaire visie. We hebben te maken met een soort van ‘informatie babel’, die niet zozeer zorgt voor verwarring en misbruik, maar eerder het pad effent naar de vrijheid en de pluraliteit. Het postmodernisme is het overtreffen van het modernisme waarin het gaat om eenstemmige concepten, grote waarheden, gesloten modellen en consistente fundamenten. Vattimo suggereert dus een los verband van moderniteit en postmoderniteit, waarbij we echter nooit helemaal los komen van de moderniteit. Er is, in termen van Heiddegger, sprake van een Verwindung, geen Überwindung.

### Tweede fase
Een tweede fase in het denken van Gianni Vattimo breekt aan in de jaren 90 wanneer hij deze hele theorie in verband brengt met het Christelijk geloof. Met name met de publicatie van zijn essay Credere di credere (1996) (Ik geloof dat ik geloof) trekt hij wereldwijde aandacht. Hier vinden we een theorie die een interpretatie biedt van de hele ontwikkeling van het denken in de 19e en 20e eeuw, maar dit ook op een zinvolle manier verbindt met de religieuze tradities van het Westen. Vattimo zelf noemt het een “christelijke filosofie voor het postmodernisme".
Het postmodernisme opent de weg, aldus Vattimo, naar de tolerantie en de diversiteit. Het is de stap van het sterke metafysische denken, dat van de welomlijnde wereldvisies en het ware geloof, naar het 'zwakke denken', een soort van 'zwak nihilisme' , naar een onbezorgdheid en dus een afstand nemen van het existentiële chagrijn. De ideeën van het postmodernisme en het zwakke denken zijn voor Vattimo sterk verbonden met de ontwikkeling van de multimediale scène, waarin de media positie innemen in het nieuwe waarden- en verhoudingsschema.
In zijn boek La società trasparente (1989) waarschuwt hij voor de sleutelrol die de media spelen in de historische wijziging van de organisatievormen van het sociale en culturele denken. De media zijn geëvolueerd naar bronnen van halve, tegengestelde, diverse, complexe waarheden die in geen enkel geval ontologische objectieven dienen of unitaire verhalen over het historische gebeuren zijn. De geschiedenis wordt gemaakt uit “een hoop informatie, kronieken, die televisie die we thuis staan hebben...”. Maar het is ondenkbaar dat de media erin slagen een meer transparante maatschappij te creëren, aangezien zij zelf een spoor van complexiteit reproduceren en produceren. Hun voorstellingen vermenigvuldigen de posities, waarden, interesses, percepties... Het is echter het gebrek aan transparentie waaruit de diversiteit, de tolerantie, de minderheden ontstaan; het is met andere woorden een verplaatsing van de autoritarismen, de vooroordelen en het geweld.
Een complexe samenleving, waarin de diversiteit in al haar aspecten erkend wordt, kan geen nauw aansluitend filosofisch korset meer aangepast worden. Daarom besluit Vattimo dat de nieuwe, postmoderne samenleving minder dogmatisch is, bewust van haar diversiteit en waarin een actieve rol is weggelegd voor de creatie van een nieuwe tolerantiecultuur. Vattimo, die de invloed van Nietzsche en Heidegger nooit geloochend heeft, vindt in beide filosofen de sleutel voor de interpretatie van het postmodernisme.  Wanneer Nietzsche het heeft over de dood van God, heeft hij het over de dood van de metafysica, en dat betekent volgens Vattimo dus het einde van het sterke denken.

## Werken
- Il concetto di fare in Aristotele, Giappichelli, Turijn, 1961;
- Essere, storia e linguaggio in Heidegger, "Filosofia", Turijn 1963;
- Ipotesi su Nietzsche, Giappichelli, Turijn, 1967;
- Poesia e ontologia, Mursia, Milaan 1968;
- Schleiermacher, filosofo dell'interpretazione, Mursia, Milaan, 1968;
- Introduzione ad Heidegger, Laterza, Rome-Bari, 1971;
- Il soggetto e la maschera, Bompiani, Milaan, 1974;
- Le avventure della differenza, Garzanti, Milaan, 1980;
- Al di là del soggetto, Feltrinelli, Milaan, 1981;
- Il pensiero debole, Feltrinelli, Milaan, 1983 (met P. A. Rovatti);
- La fine della modernità, Garzanti, Milaan, 1985;
- Introduzione a Nietzsche, Laterza, Rome-Bari, 1985;
- De transparante samenleving, Boom, Amsterdam, 1989 ISBN 90-5352-393-6 (La società transparente, Garzanti, Milaan, 1989);
- Etica dell' interpretazione, Rosenberg & Sellier, Turijn, 1989;
- Filosofia al presente, Garzanti, Milaan, 1990;
- Oltre l'interpretazione, Laterza, Rome-Bari, 1994;
- Ik geloof dat ik geloof, Boom, Amsterdam, 1998 ISBN 90-5352-352-9 (Credere di credere, Garzanti, Milaan, 1996);
- Vocazione e responsabilità del filosofo, Il Melangolo, Genève, 2000;
- Dialogo con Nietzsche. Saggi 1961-2000, Garzanti, Milaan, 2001;
- Het woord is geest geworden : filosofie van de secularisatie, Kampen, Agora, 2003 ISBN 90-391-0872-2 (Dopo la cristianità. Per un cristianesimo non religioso, Garzanti, Milaan, 2002 ISBN 88-11-59704-8);
- Nichilismo ed emancipazione. Etica, politica e diritto, Garzanti, Milaan, 2003;
- Il socialismo ossia l'Europa, Trauben, 2004;
- Il Futuro della Religione, Garzanti, Milaan, 2005 (met Richard Rorty);
- Verità o fede debole. Dialogo su cristianesimo e relativismo, Transeuropa Edizioni, Massa, 2006 (met René Girard);
- Non essere Dio. Un'autobiografia a quattro mani, Aliberti, Reggio Emilia, 2006 (met Piergiorgio Paterlini);
- Ecce comu. Come si ri-diventa ciò che si era, Fazi, Rome, 2007;
- After the Death of God, Columbia University Press, 2007 (met John D. Caputo);
- Addio alla Verità, Meltemi, 2009;
- Introduzione all'estetica, ETS, Pisa 2010;
- Magnificat. Un'idea di montagna, Vivalda, 2011;
- Hermeneutic Communism: From Heidegger to Marx, Columbia University Press, 2011 (met Santiago Zabala);
- Della realtà, Garzanti, Milaan, 2012.